# او-بوت نوع ۹
زیردریایی تیپ ۹ (به انگلیسی: German Type IX submarine) یک کلاس از زیردریایی است که طول آن ۷۶٫۵ متر (۲۵۱ فوت) و ارتفاع آن ۹٫۴ متر (۳۰ فوت ۱۰ اینچ) می‌باشد.